# A Canção da Terra
A Canção da Terra é um filme português de 1938, dirigido por Jorge Brum do Canto.
A ação decorre na Ilha de Porto Santo, contando uma história da gente local, dos seus costumes e conflitos. Em contraste com a paisagem florida da Ilha da Madeira, o realizador mostra-nos uma terra árida, sinuosa e carecida de água. Para completar o cenário, Brum do Canto não hesitou em preencher este drama em tom de western com uma história de amor, perseguições e outras cenas plenas de ação. Ao mesmo tempo, trata-se de um filme com características de documentário, pois revela aspetos da realidade do povo porto-santense.

## Elenco
- Elsa Romina - Bastiana
- Barreto Poeira - Gonçales
- Óscar de Lemos - Caçarola
- João Manuel Pinheiro - Nazairinho
- Maria Emília Villas-Marimília - Mãe
- António Moita - João Venâncio
- José Celestino - Pai
- Mota da Costa